# Sibylle von Baden

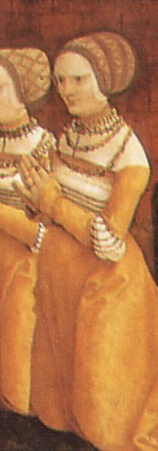
Ausschnitt aus der Markgrafentafel des Hans Baldung Grien: Sibylla von Baden

Sibylle von Baden (* 26. April 1485; † 10. Juli 1518 in Willstätt) war eine badische Prinzessin und Titular-Markgräfin von Baden. Sie war eine Tochter des Markgrafen Christoph I. und der Gräfin Ottilie von Katzenelnbogen, und Enkelin von Philipp von Katzenelnbogen.

## Heirat
Sibylle von Baden heiratete am 24. Januar 1505 den Grafen Philipp III. von Hanau-Lichtenberg (* 18. Oktober 1482; † 15. Mai 1538). Sie brachte eine Mitgift in Höhe von 5000 fl in die Ehe ein.

## Nachkommen
Aus der Ehe der Sibylle von Baden mit dem Grafen Philipp gingen hervor:
1. Johanna (* 1507[1]; † 27. Januar 1572 auf Schloss Eberstein bei Gernsbach), verheiratet am 6. November 1522 mit Wilhelm IV. von Eberstein (* 3. Mai 1497; † 1. Juli 1562).
2. Christophora (* 1509; † 7. März 1582), seit November 1526 Nonne und später letzte Äbtissin des Klosters Marienborn
3. Amalie (* 1512; † 5. Februar 1578), seit November 1526 Nonne im Kloster Marienborn
4. Felicitas (* 5. März 1513; † November 1513)[2]
5. Philipp (* 20. Oktober 1514; † 19. Februar 1590)
6. Felicitas (* 1516; † 27. August 1551), seit November 1526 Nonne im Kloster Marienborn

## Sibylle von Baden und die Kunst

### Der Babenhausener Altar

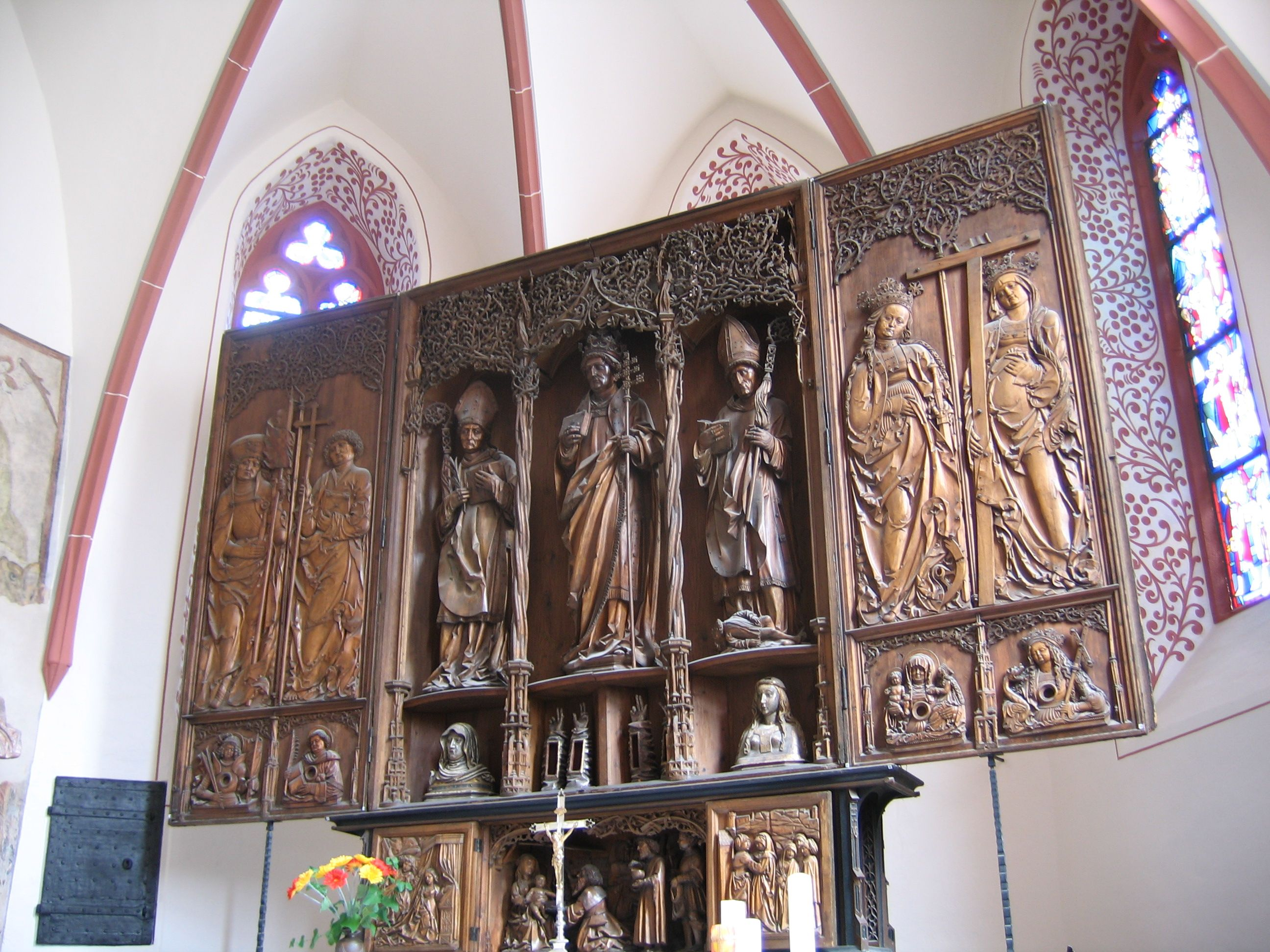
Hochaltar in der Stadtkirche Babenhausen (Hessen), gestiftet von Sibylla von Baden

Der Altar in der Stadtkirche St. Nikolaus in Babenhausen ist eine Stiftung der Markgräfin Sibylle von Baden: Nachdem sie bis 1513 ausschließlich Töchter zur Welt gebracht hatte, gelobte sie im Falle der Geburt eines Sohnes, einen Altar zu stiften. Der Fall trat dann mit der Geburt des Erben Philipp 1514 ein.
Der Altar gehört zu den bedeutenden mittelrheinischen Kunstwerken dieser Zeit. Der Künstler ist unbekannt. Sibylle setzte sich mit dieser Stiftung zugleich selbst und ihrer Familie ein Denkmal. Der linke Flügel des Altars zeigt unter anderem den seligen Bernhard II. von Baden, der wegen seines frommen Lebenswandels berühmt war und im 18. Jahrhundert seliggesprochen wurde. Er war ein Bruder ihres Großvaters.

### Darstellung durch Hans Baldung Grien

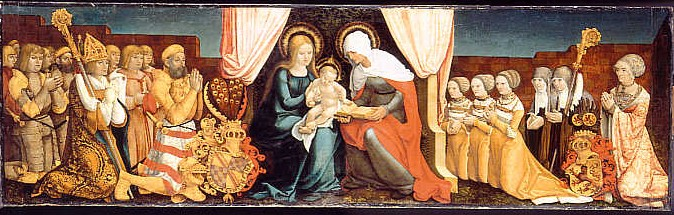
Markgrafentafel von Hans Baldung Grien, Gesamtansicht. Sybilla die vordere der drei in einer Reihe knienden Frauen auf der rechten Seite der Tafel.

In der Staatlichen Kunsthalle Karlsruhe befindet sich eine Tafel von Hans Baldung Grien, die Markgraf Christoph I. von Baden und seine ganze Familie in Anbetung der Anna selbdritt zeigt. Neben dem Markgrafen sind zahlreiche Familienangehörige dargestellt, darunter auch seine Tochter Sibylle. Sie ist auf der rechten Seite des Gemäldes die dritte der Knienden von Links.

## Ableben

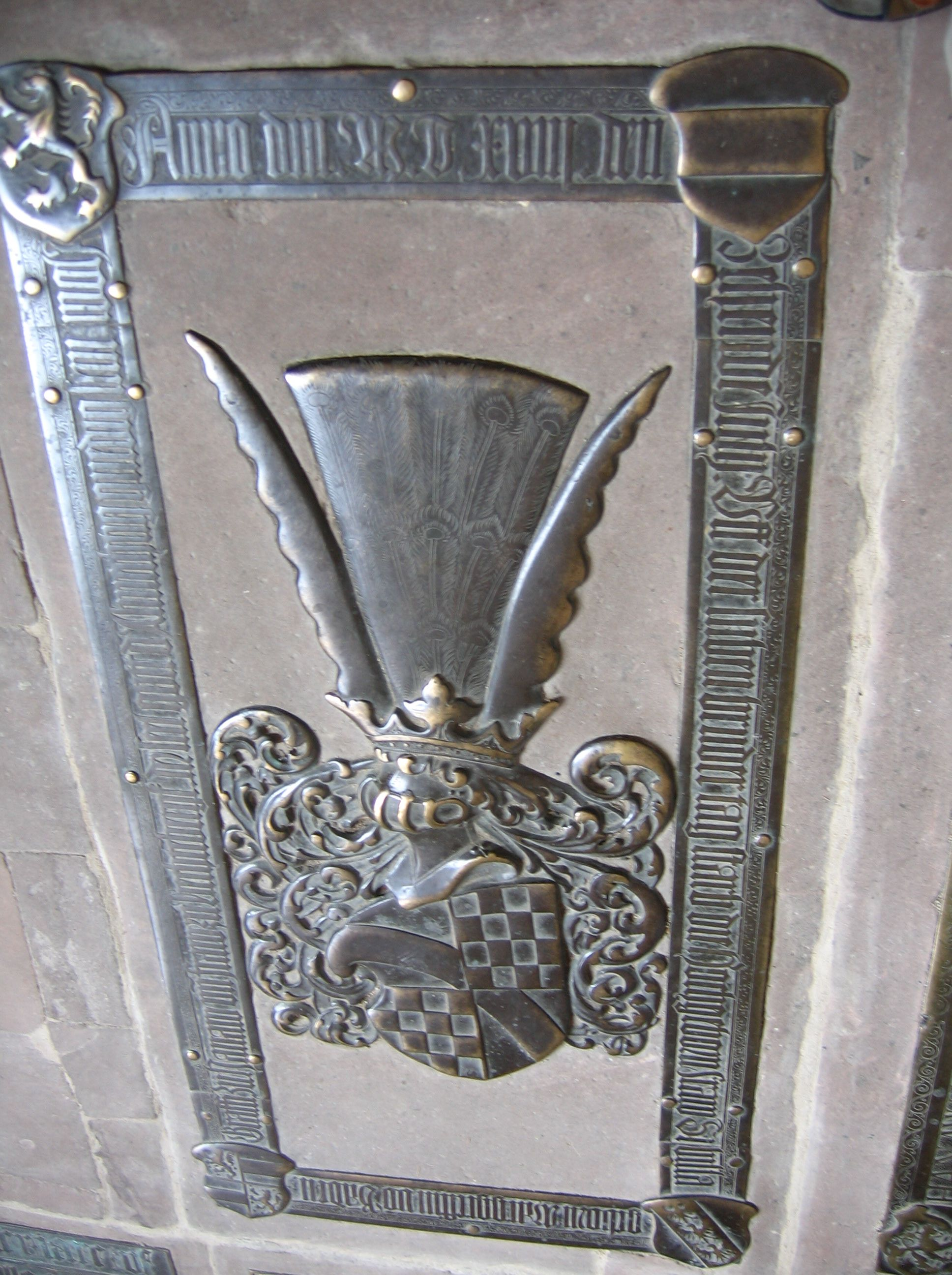
Stadtkirche Babenhausen (Hessen), Grabplatte der Sibylle von Baden

Markgräfin Sibylle starb am 10. Juli 1518 und wurde im Familienbegräbnis der Grafen von Hanau-Lichtenberg in der Stadtkirche St. Nikolaus in Babenhausen beigesetzt, ebenso wie später ihr Mann.